# Viktor Steen
Viktor Steen, född 2 juli 2001, är en svensk fotbollsspelare som spelar för Piteå IF. 

## Klubblagskarriär
Viktor Steens moderklubb är Västerås IK men han tog tidigt klivet till Västerås SK. Som 18-åring skrev Steen på ett lärlingskontrakt med Västerås SK, vilket bara några månader senare omvandlades till ett A-lagskontrakt.
För att få speltid lånades Viktor Steen 2020 ut till VSK:s samarbetsklubbar Enköpings SK och Fagersta Södra IK i Division 2 Norra Svealand. Under året hann han även med att debutera i Västerås SK, då han stod för ett inhopp i 0-1-förlusten mot IK Brage den 7 november 2020.
Det efterföljande året följde samma mönster. Viktor Steen inledde säsongen på lån hos samarbetsklubben IFK Eskilstuna i Division 2 Södra Svealand. Därefter följde en utlåning till FC Linköping City i Ettan Södra, även den gången med möjlighet att parallellt representera Västerås SK. Det blev också några framträdanden för Västerås SK under året. Den 21 juni 2021 fick Steen bland annat göra sin startdebut för klubben, då han fick chansen i 0-1-förlusten mot GIF Sundsvall.
Under säsongen 2022 var Steen utlånad till IFK Eskilstuna och Piteå IF. I november 2022 blev han klar för en permanent övergång till Piteå IF och skrev på ett tvåårskontrakt med klubben.

## Statistik
| Klubb                   | Säsong             | Liga                      | Liga    | Liga | Nationell cup | Nationell cup | Totalt  | Totalt |
| Klubb                   | Säsong             | Division                  | Matcher | Mål  | Matcher       | Mål           | Matcher | Mål    |
| ----------------------- | ------------------ | ------------------------- | ------- | ---- | ------------- | ------------- | ------- | ------ |
| Västerås SK             | 2020               | Superettan                | 1       | 0    | 0             | 0             | 1       | 0      |
| Västerås SK             | 2021               | Superettan                | 3       | 0    | 1             | 0             | 4       | 0      |
| Västerås SK             | Totalt             | Totalt                    | 4       | 0    | 1             | 0             | 5       | 0      |
| Enköpings SK (lån)      | 2020               | Division 2 Norra Svealand | 2       | 0    | —             | —             | 2       | 0      |
| Fagersta Södra IK (lån) | 2020               | Division 2 Norra Svealand | 10      | 0    | —             | —             | 10      | 0      |
| IFK Eskilstuna (lån)    | 2021               | Division 2 Södra Svealand | 8       | 0    | —             | —             | 8       | 0      |
| FC Linköping City (lån) | 2021               | Ettan Södra               | 11      | 1    | —             | —             | 11      | 1      |
| IFK Eskilstuna (lån)    | 2022               | Division 2 Södra Svealand | 9       | 0    | —             | —             | 9       | 0      |
| Piteå IF (lån)          | 2022               | Ettan Norra               | 16      | 1    | —             | —             | 16      | 1      |
| Piteå IF                | 2023               | Ettan Norra               | 28      | 0    | 0             | 0             | 28      | 0      |
| Piteå IF                | 2024               | Ettan Norra               | 26      | 2    | 2             | 0             | 26      | 2      |
| Piteå IF                | Totalt             | Totalt                    | 54      | 2    | 2             | 0             | 56      | 2      |
| Totalt i karriären      | Totalt i karriären | Totalt i karriären        | 114     | 4    | 3             | 0             | 117     | 4      |